# Fabrice Dalis
Fabrice Dalis (* 1967) ist ein französischer Opernsänger (Charaktertenor), dessen Repertoire neben der Oper auch Sinfoniekonzerte und Lieder umfasst.

## Leben
Nach seinem Studium am Conservatoire National Supérieur de Musique et de Danse de Paris führten ihn erste Engagements 1995 an das Opernstudio der Pariser Opéra Bastille und 1996 an das Opernstudio der Deutschen Oper am Rhein Düsseldorf. Feste Verträge führten ihn 1997 nach Freiburg im Breisgau, 1999 an die Opéra National de Lyon und 2001 an das Musiktheater im Revier – Gelsenkirchen. Nach Anfangszeiten als lyrischer Tenor (Mozart, Gounod, Massenet) wird Dalis als Charaktertenor und als Interpret der Musik des 20. Jahrhunderts bis zum zeitgenössischen Repertoires anerkannt.

## Wirken
Sein Opernrepertoire umfasst Partien aus Opern Bergs, Schostakowitschs, Janáčeks, Brittens, Prokofjews, Korngolds, Humperdincks, Wagners, die er im Staatsoper Berlin, im Opéra National de Paris, im Théâtre du Châtelet Paris, im Opéra National de Lyon, im Grand Théâtre de Genève, im Opera National du Rhin in Strasbourg, in den Opernhäusern von Rom, Reggio Emilia, Parma, Bologna, Bonn, Köln, Essen, Athen, Helsinki, singt. In Konzerten mit dem Symphonieorchester des Bayerischen Rundfunks, dem RSO Frankfurt, dem Orchestre Philharmonique de Radio France, dem Orchestre de Paris, dem Orchestra Sinfonica Nazionale della RAI, dem Orchester der Beethovenhalle Bonn, dem Orchestre National de Lyon, dem Philharmonischen Orchester Tampere, dem Orchestra dell' Opera di Parma, dem Warschauer Rundfunkorchester, dem Latvian National Symphony Orchestra, den Bremer Philharmonikern, beim Beethoven Easter Festival Warschau, beim Rheingau Festival, bei der Cité de la musique und dem Musée d’Orsay in Paris interpretiert Fabrice Dalis Werke von Orff, Honegger, Strawinski, Frank Martin, Britten, Cavanna, Beethoven, Schubert, Mahler, Dvořák, Berlioz, Tansman und viele zeitgenössische Stücke.
Er arbeitet mit Regisseuren wie Robert Carsen, Peter Mussbach, Nicolas Brieger, Werner Schroeter, Daniele Abbado, Jérôme Savary, Laurent Pelly, Dale Duesing und singt unter der Musikalischen Leitung von Dirigenten wie Kent Nagano, Armin Jordan, Michael Gielen, Marcello Viotti, Christoph Eschenbach, Ulf Schirmer, Marc Minkowski und Stefan Soltesz.
Er ist künstlerischer Berater am Stadttheater Bern, lehrbeauftragt am Pariser Konservatorium und lehrt Gesang in Berlin.

## Film
In der Folge „Abgefischt“ aus der TV-Serie SOKO Wismar für das ZDF hat er die Rolle des Jean-Paul Meyer gespielt.